# Fontenay-le-Marmion
Fontenay-le-Marmion ist eine französische Gemeinde mit 2.040 Einwohnern (Stand: 1. Januar 2022) im Département Calvados in der Region Normandie. Sie gehört zum Arrondissement Caen und zum Kanton Évrecy. Die Einwohner werden Fontenaysiens genannt.

## Geografie
Fontenay-le-Marmion liegt etwa zehn Kilometer südlich von Caen. Umgeben wird Fontenay-le-Marmion von den Nachbargemeinden Saint-Martin-de-May im Nordwesten und Norden, Castine-en-Plaine im Osten, Le Castelet im Südosten, Fresney-le-Puceux im Süden sowie Laize-Clinchamps im Südwesten.

## Bevölkerungsentwicklung
| Jahr          | 1962 | 1968 | 1975 | 1982 | 1990 | 1999 | 2006 | 2019 |
| Einwohner     | 1064 | 1045 | 1262 | 1408 | 1375 | 1470 | 1605 | 1941 |
| Quelle: INSEE |      |      |      |      |      |      |      |      |

## Sehenswürdigkeiten
- Kirche Saint-Hermès aus dem 12./13. Jahrhundert, Glockenturm und Chor seit 1911 Monument historique[2]
- La Hogue, Tumulus, seit 1975 Monument historique[3]
- La Hoguette, Tumulus, seit 1905 Monument historique[4]
- Haus aus dem 16. Jahrhundert, seit 1948 Monument historique[5]

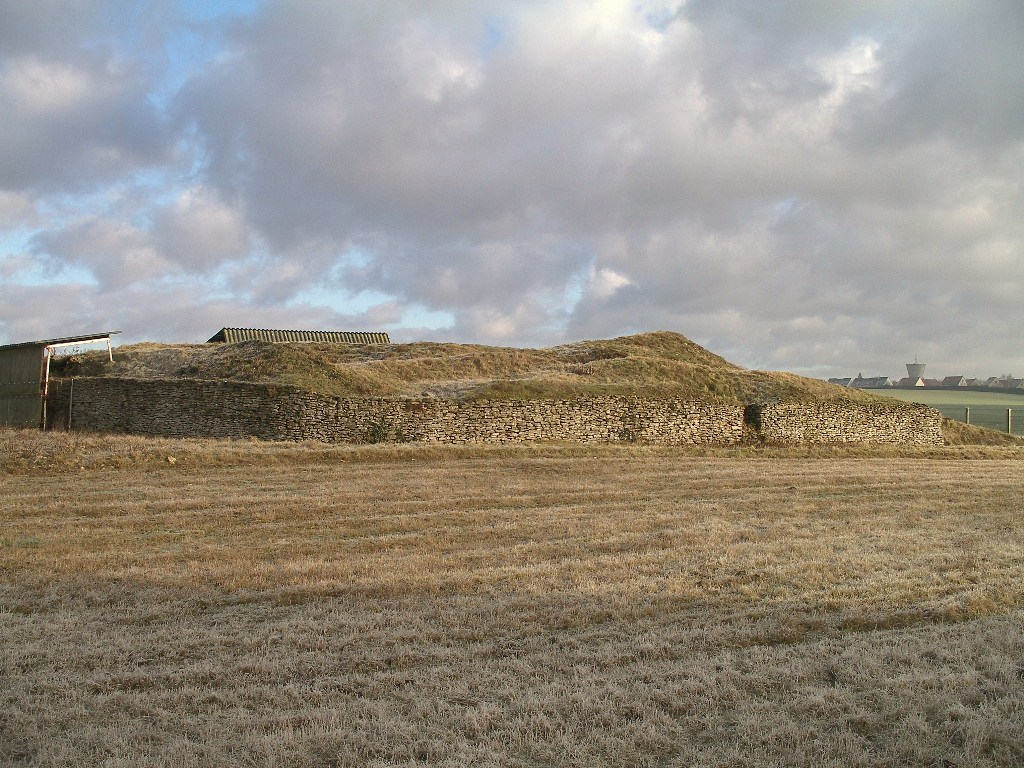
Tumulus La Hogue
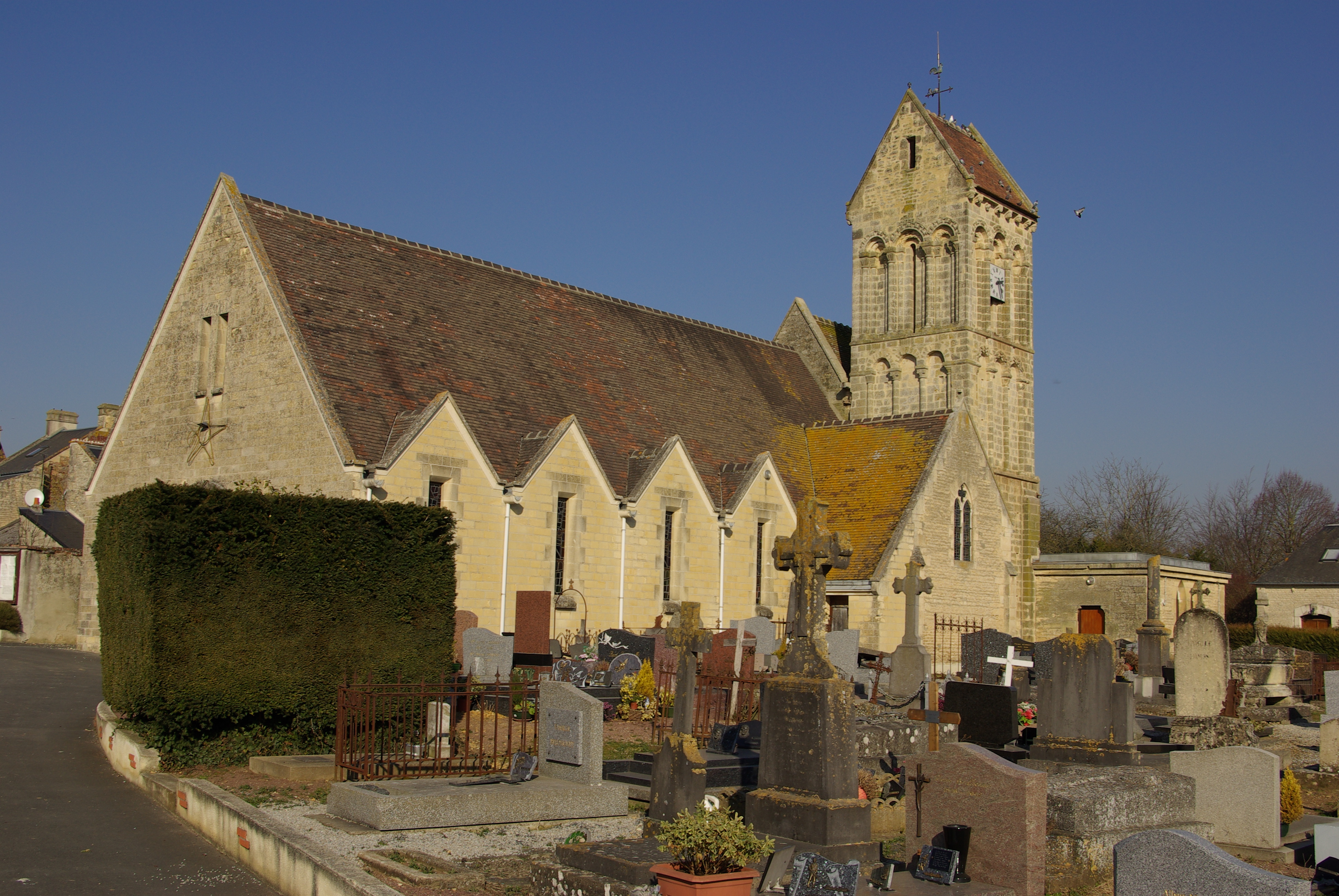
Kirche Saint-Hermès

## Persönlichkeiten
- Émile Legrand (1841–1903), Byzantinist